# جون سندرلاند
جون سندرلاند (بالإنجليزية: Jon Sunderland)‏ هو لاعب كرة قدم بريطاني في مركز الوسط، ولد في 2 نوفمبر 1975 في نيوكاسل أبون تاين في المملكة المتحدة. لعب مع كوين أوف ساوث ونادي بلاكبول ونادي سكاربورو ونادي غيتزهد ونادي هارتلبول يونايتد.